# Saint-Malo-de-Guersac
Saint-Malo-de-Guersac is een gemeente in het Franse departement Loire-Atlantique (regio Pays de la Loire). De plaats maakt deel uit van het arrondissement Saint-Nazaire. Saint-Malo-de-Guersac telde op 1 januari 2022 3.221 inwoners.
Saint-Malo-de-Guersac werd in 1925 een zelfstandige gemeente; voordien behoorde het tot Montoir-de-Bretagne.

## Geografie
De oppervlakte van Saint-Malo-de-Guersac bedroeg op 1 januari 2022 14,62 vierkante kilometer; de bevolkingsdichtheid was toen 220,3 inwoners per km². De gemeente ligt in de Brière. De Brivet stroomt door de gemeente.

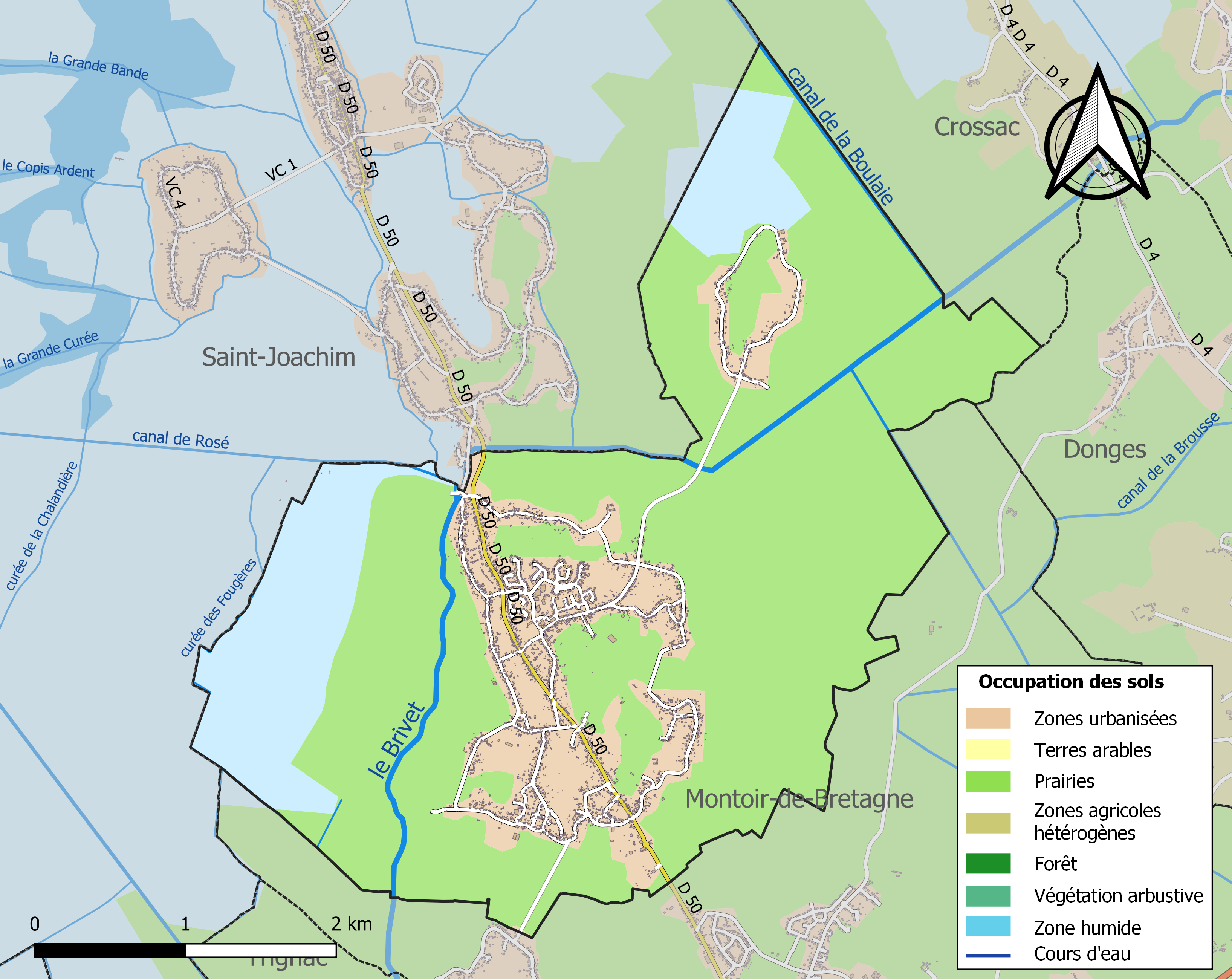
Kaart van de gemeente met de belangrijkste infrastructuur, bodemgebruik en omliggende gemeenten

## Demografie
Onderstaande figuur toont het verloop van het inwonertal (bron: INSEE-tellingen).